# Maharet
Maharet è una vampira creata dalla scrittrice statunitense Anne Rice, appartenente alle serie horror delle Cronache dei vampiri.
Nel film La regina dei dannati è interpretata da Lena Olin.

## Storia personale
Maharet viene creata come vampiro dalla sorella gemella Mekare, per sfuggire alla malvagia regina Akasha, che a sua volta è la prima vampira della loro stirpe. Maharet perciò fa parte dei Figli dei millenni, la stirpe più antica e potente di vampiri.
Prima di diventare un vampiro, entrambe le gemelle erano streghe in grado di vedere e comandare gli spiriti. Akasha le accusa di stregoneria e fa strappare gli occhi a Maharet e la lingua a Mekare. Dopo essere divenute vampire però vengono catturate e separate. Si ritroveranno quasi 6000 anni dopo, in occasione del risveglio di Akasha.
Entrambe hanno i capelli rossi e gli occhi verdi. Per riuscire a vedere Maharet è costretta a rubare gli occhi delle sue vittime umane, che però non durano a lungo, finché uno dei suoi discendenti oscuri, Thorne, non le fa dono dei suoi occhi vampireschi.